# Pinnixa lunzi
Pinnixa lunzi is een krabbensoort uit de familie van de Pinnotheridae. De wetenschappelijke naam van de soort is voor het eerst geldig gepubliceerd in 1937 door Glassell.